# Fouchana (délégation)
Fouchana est une délégation tunisienne dépendant du gouvernorat de Ben Arous.
En 2004, elle compte 56 628 habitants dont 29 232 hommes et 27 396 femmes répartis dans 11 994 ménages et 13 833 logements.